# سینه‌آلتا

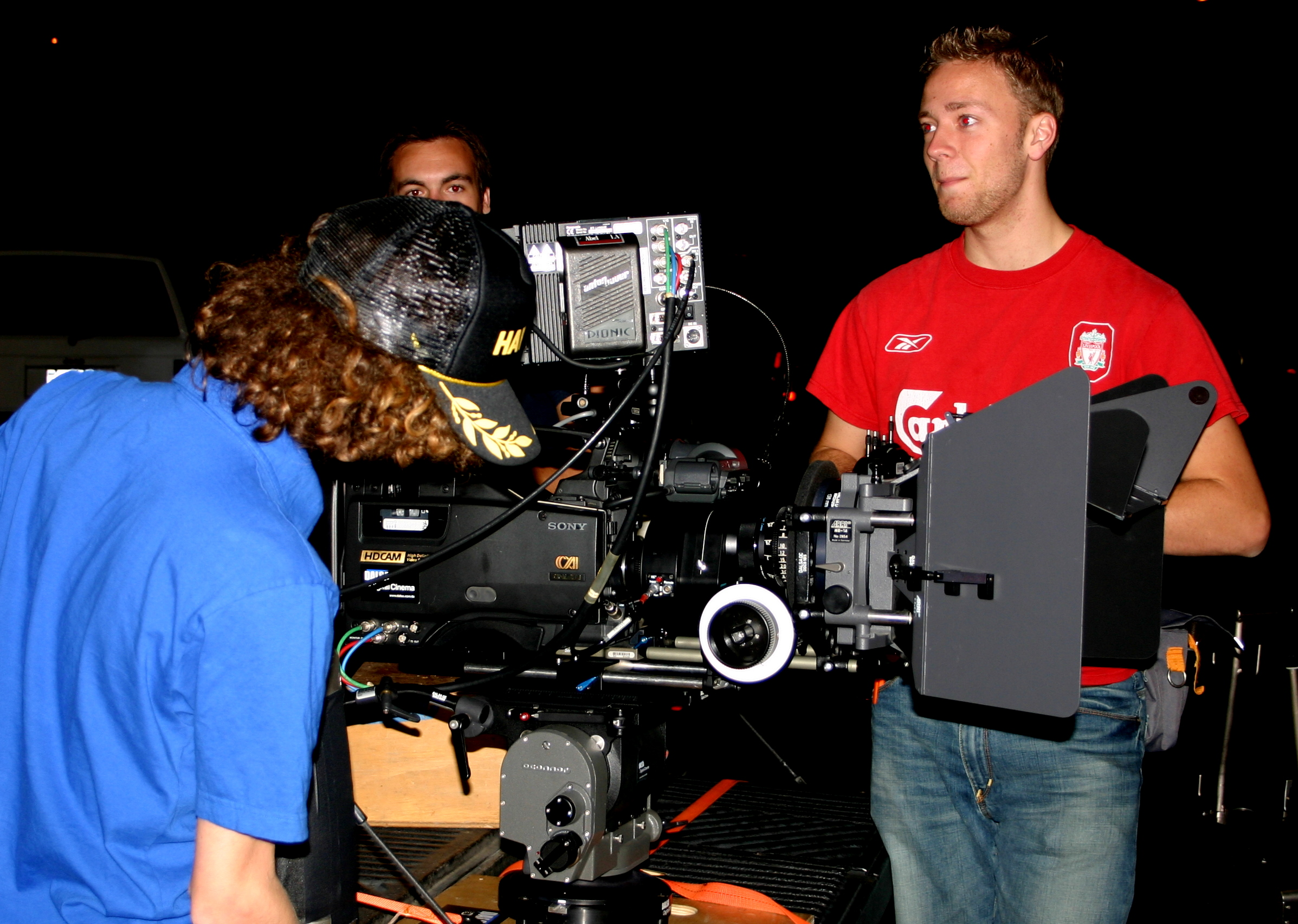
فیلمبرداری با یک سینه‌آلتا

دوربین های CineAlta مجموعه ای از دوربین های فیلم دیجیتال حرفه ای تولید شده توسط سونی هستند که بسیاری از ویژگی های مشابه دوربین‌های فیلم‌برداری ۳۵ میلی‌متری را دارا می باشند.

## نگاه کلی
سینه‌آلتا یک نام تجاری مورد استفاده توسط سونی برای توصیف محصولات مختلف در گردش کار سینمای دیجیتال در فرایند ایجاد، تولید و نمایش محتوا است. در حال حاضر تولیدات سونی با نشانِ سینه‌آلتا، شامل دوربین، دوربین فیلم‌برداری، ضبط، سینما سِروِر و پروژکتور می‌باشد.
سینه‌آلتا قادر به ضبط فیلم بر روی نوارهای HDCAM، دیسک‌های حرفه‌ای XDCAM و کارت‌های حافظهٔ SxS می‌باشد. این دوربین قادر به فیلم‌برداری در نرخ فریم‌های مختلف از جمله ۲۴ فریم در ثانیه و تا وضوح ۴کی است. پشتیبانی از لنزهای دارای مانت PL و FZ و درگاه‌های ۳G/SDI / HDMI / USB و درگاه XLR / Genlock در این دوربین برای انتقال صوت و تصویر استفاده شده است. در این دوربین می‌توان از یک مبدل میراندا DVC 802 استفاده شود. این قابلیت اجازه می‌دهد تا دوربین از خروجی‌های متعدد نظیر SDI، DV، HD بهره ببرد.

## تاریخچه و استفاده در فیلم‌های سینمایی
در ژوئن ۱۹۹۹ میلادی جرج لوکاس اعلام کرد اپیزود دوم از سه‌گانهٔ جنگ ستارگان اولین فیلمی خواهد بود که ۱۰۰٪ دیجیتالی تصویربرداری می‌شود. سونی و پاناویژن برای تولید دوربینی با کیفیت بسیار بالا که لوکاس برای فیلم استفاده کند، شروع به همکاری کردند و بدین ترتیب نخستین دوربین سینه‌آلتا متولد شد: سونی HDW-F900 (همچنین به نام پاناویژن HD-900F). با این حال، فیلم علمی–تخیلی ویدوک نخستین فیلمی است که به طور کامل با فیلم‌برداری دیجیتال ضبط شده بود.
دیگر فیلم‌های قابل توجهی که با دوربین‌های سینه‌آلتا تصویربرداری شده است، عبارتند از:
- همه چیز درباره لیلی چوچو (۲۰۰۱، تصویربرداری اوت ۲۰۰۰)
- روزی روزگاری در مکزیک (انتشار ۲۰۰۳، تصویربرداری مه ۲۰۰۱)[۱]
- بچه‌های جاسوس ۲: جزیره رویاهای از دست رفته (۲۰۰۲)
- بچه‌های جاسوس ۳: بازی باخته (۲۰۰۳)
- داگویل (۲۰۰۳)
- کاپیتان آسمان و دنیای فردا (۲۰۰۴)
- جهان (۲۰۰۴)[۲]
- شهر گناه (۲۰۰۵)[۳]
- کرانک (۲۰۰۶)[۴]
- کلاورفیلد (۲۰۰۸)
- ریچل ازدواج می‌کند (۲۰۰۸)
- تترو (۲۰۰۹)
- دشمنان ملت (۲۰۰۹)
- آواتار (۲۰۰۹)
- ترون: میراث (۲۰۱۰)
- فولاد اصل (فیلم) (۲۰۱۱)
- فقط باهاش کنار بیا (۲۰۱۱)
- تاریک‌ترین ساعت (۲۰۱۱)
- خلوتگاه (۲۰۱۱)
- ای آینه ای آینه (۲۰۱۲)
- فراموشی (۲۰۱۳)
- پس از زمین (۲۰۱۳)
- سقوط کاخ سفید (۲۰۱۳)
- اسمورف‌ها ۲ (۲۰۱۳)
- مرده شریر (۲۰۱۳)
- خواب زمستانی (۲۰۱۴)
- لوسی (۲۰۱۴)
- سرزمین فردا (۲۰۱۵)
- دانتون ابی (۲۰۱۹)
- شش زیرزمینی (۲۰۱۹)
- هریت  (۲۰۱۹)
- ۲۱ پل (۲۰۱۹)
- بلک باتم ما رینی (۲۰۲۰)
- زندگی پیش‌رو (۲۰۲۰)
- نامتعادل (۲۰۲۰)
- کجا می‌روی آیدا؟ (۲۰۲۰)
- پسران بد تا ابد (۲۰۲۰)
- تسلا (۲۰۲۰)
- گلوریا (۲۰۲۰)
- Parallel Mothers (۲۰۲۱)
- کودا (۲۰۲۱)
- بیوه سیاه (۲۰۲۱)
- آنت (۲۰۲۱)
- خاطره‌پردازی (۲۰۲۱)
- موریتانی (۲۰۲۱)
- بسیار مراقبت می‌کنم (۲۰۲۱)
- چری (۲۰۲۱)
- خشم مردانه (۲۰۲۱)
- تام و جری (۲۰۲۱)
- Two of Us (۲۰۲۱)
- وویجرز (۲۰۲۱)
- پیتر خرگوشه ۲: فراری (۲۰۲۱)

## لیست دوربین های سینه آلتا
| دوربین        | سال تولید | کیفیت تصویر |
| ------------- | --------- | ----------- |
| HDW-F900      | ۲۰۰۰      | ۱۰۸۰ پی     |
| HDC-F950      | ۲۰۰۳      | ۱۰۸۰ پی     |
| PDW-F350/F330 | ۲۰۰۶      | ۱۰۸۰ پی     |
| HDW-F900R     | ۲۰۰۶      | ۱۰۸۰ پی     |
| PMW-EX1/EX1R  | ۲۰۰۶      | ۱۰۸۰ پی     |
| PMW-EX3       | ۲۰۰۸      | ۱۰۸۰ پی     |
| F35/F23       | ۲۰۰۸      | ۱۰۸۰ پی     |
| PDW-F800/700  | ۲۰۰۸      | ۱۰۸۰ پی     |
| PMW-500       | ۲۰۱۰      | ۱۰۸۰ پی     |
| SRW-9000PL    | ۲۰۱۰      | ۱۰۸۰ پی     |
| PMW-F3        | ۲۰۱۰      | ۱۰۸۰ پی     |
| F65           | ۲۰۱۱      | ۴ کی - ۶ کی |
| NEX-FS700     | ۲۰۱۱      | ۱۰۸۰ پی     |
| F55/F5        | ۲۰۱۴      | ۴ کی - ۲ کی |
| VENICE        | ۲۰۱۵      | ۴ کی - ۶ کی |